# Controversia Trump-Ucrania

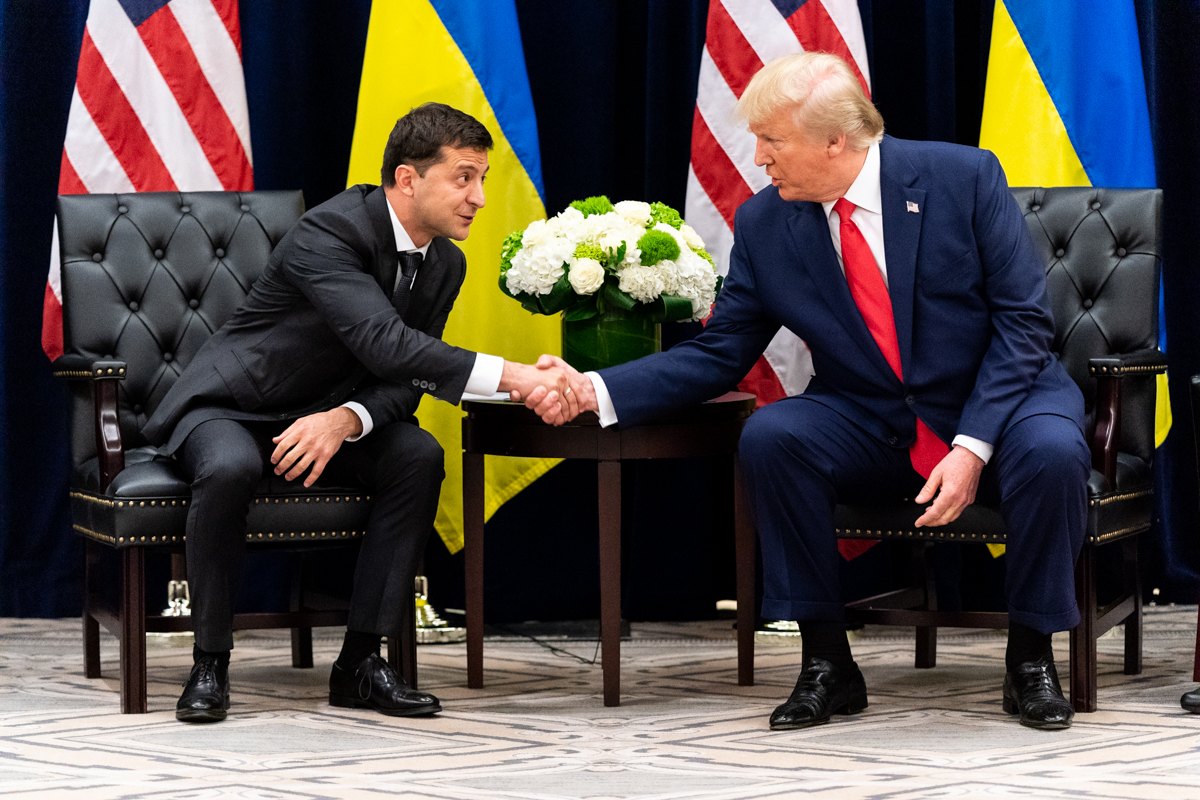
A la derecha el Presidente Donald Trump y el presidente ucraniano Volodímir Zelenski a la izquierda en una reunión

La Controversia Trump-Ucrania de 2019, también conocida en los medios de comunicación de Estados Unidos como Ucraniagate, hace referencia  a una supuesta presión del presidente estadounidense Donald Trump sobre las autoridades ucranianas para que investiguen a Joe Biden, presidente actual de Estados Unidos, desde las elecciones presidenciales de 2020 y a su hijo Hunter Biden. Según informes de prensa, Trump y su abogado personal, Rudy Giuliani, buscaban información comprometedora sobre el desempeño profesional del hijo de Biden en Ucrania. El caso se dio a conocer al público debido a una denuncia presentada, presumiblemente, por un miembro de la comunidad de inteligencia de Estados Unidos.

## Contexto
La conversación telefónica en cuestión tuvo lugar entre Trump y Zelenski 25 de julio de 2019. Durante el diálogo, se alega que el expresidente estadounidense presionó a su homólogo en Ucrania para que investigara a Joe Biden, el entonces futuro candidato presidencia del Partido Demócrata. Y, según la acusación, para presionar se habló de los US$250 millones que el Congreso de EE. UU. había aprobado destinar a Ucrania y cuyo envío fue retrasado hasta mediados de septiembre. El diario The Washington Post y otros medios de comunicación estadounidenses reportaron que Trump le ordenó a su jefe de gabinete interino Mick Mulvaney que retuviera la ayuda al menos una semana antes de la conversación telefónica.

### Donald Trump
Antes de que saliera a la luz esta controversia, el entonces presidente de los Estados Unidos, Donald Trump, indicó que aceptaría la inteligencia extranjera sobre sus rivales políticos. En junio de 2019, Trump fue entrevistado por George Stephanopoulos, quien preguntó: "Si los extranjeros, si Rusia, si China, si alguien más le ofrece información sobre un oponente, ¿deberían aceptarlo o llamar al FBI?" Trump respondió: "Creo que quizás hagas ambas cosas. Creo que quizás quieras escuchar. No lo hago. No hay nada malo en escuchar. Si alguien llama desde un país, Noruega, tenemos información sobre tu oponente. Oh. Creo Me gustaría escucharlo". Después de que Trump dijo esto, la presidenta en ese momento de la Comisión Federal de Elecciones, Ellen Weintraub, recordó a los estadounidenses que según la ley federal: "Es ilegal que cualquier persona solicite, acepte o reciba cualquier cosa de valor de un ciudadano extranjero en relación con una elección estadounidense". Anteriormente en julio de 2016, mientras Trump todavía era candidato en las elecciones presidenciales de Estados Unidos de 2016, hizo una solicitud:" Rusia, si estás escuchando, Espero que pueda encontrar los 30,000 correos electrónicos que faltan "del servidor de correo electrónico de la candidata presidencial Hillary Clinton.

### Los Biden
En 2014, el gobierno de Obama estaba tratando de proporcionar apoyo diplomático al gobierno de Yatseniuk en Ucrania después de la revolución ucraniana en 2014, y el entonces vicepresidente Joe Biden estaba "a la vanguardia" de esos efectos. En estas aguas revueltas, Hunter Biden pasó a formar parte del consejo de dirección de Burisma, una de las compañías de gas más importantes de Ucrania. Con su padre convertido en la principal figura de la administración Obama en esta ex república soviética, ya entonces saltaron las alarmas por un posible conflicto de intereses.
Con la injerencia rusa en el este de Ucrania, Kiev y Washington se acercaron más que nunca y el vicepresidente Biden no dejó de viajar al país. En junio de 2014 estuvo en la toma de posesión del presidente Petró Poroshenko.

### Rudy Giuliani
Desde al menos mayo de 2019, Rudy Giuliani presionó para que Volodímir Zelenski, el nuevo presidente de Ucrania, investigue Burisma, así como para verificar si hubo irregularidades en la investigación ucraniana de Paul Manafort. Dijo que tales investigaciones serían beneficiosas para el presidente Trump, su cliente, y que sus esfuerzos contaron con el pleno apoyo de Trump. Los esfuerzos de Giuliani comenzaron como un intento de proporcionar cobertura para que Trump perdonara a Manafort, quien había sido condenado por ocho delitos graves en agosto de 2018. El 10 de mayo, Giuliani canceló un viaje programado a Ucrania donde tenía la intención de instar al presidente electo Zelenski a que investigara sobre Hunter Biden, así como si los demócratas se pusieron de acuerdo con los ucranianos para divulgar información sobre Manafort. Giuliani afirmó que había hecho declaraciones juradas de cinco ucranianos indicando que fueron llevados a la Casa Blanca de Obama en enero de 2016 y les dijo que "vayan a excavar sobre Trump y Manafort", aunque no ha presentado pruebas para el reclamo. Giuliani afirmó que canceló el viaje porque había sido "organizado" por ucranianos que se opusieron a sus esfuerzos, y culpó a los demócratas por tratar de "girar" el viaje. Giuliani se reunió con funcionarios ucranianos para presionar el caso para una investigación en junio de 2019 y agosto de 2019.
Ya en mayo de 2019, Trump había dado instrucciones a los funcionarios del Departamento de Estado que intentaban establecer una reunión con Zelenski para trabajar con Giuliani. Establecer Giuliani como un guardián de esta manera eludió los canales oficiales.

### Dmytró Firtash
Dmytró Firtash (en) es un oligarca ucraniano destacado en el sector del gas natural. En 2017, el Departamento de Justicia lo caracterizó como uno de los "asociados del escalón superior del crimen organizado ruso". Residente en Viena (Austria), durante cinco años ha estado luchando contra la extradición a los Estados Unidos por soborno y cargos de extorsión, y ha estado tratando de que se retiren los cargos. Los abogados de Firtash obtuvieron una declaración de septiembre de Víktor Shokin, el exfiscal general ucraniano que fue expulsado bajo la presión de múltiples países y organizaciones no gubernamentales, como fue transmitido a Ucrania por Joe Biden. Shokin afirmó en la declaración que Biden en realidad lo hizo despedir porque se negó a detener su investigación sobre Burisma. Giuliani, quien afirma que "no tiene nada que ver con Firtash", ha promovido la declaración en apariciones en televisión como evidencia de irregularidades por parte de los Bidens. Firtash está representado por Trump y los asociados de Giuliani Joseph DiGénova y su esposa Victoria Toensing. La declaración de Shokin señala que fue preparada "a petición de los abogados que actúan para Dmitry Firtash". Bloomberg News informó el 18 de octubre que durante el verano de 2019 los asociados de Firtash comenzaron a tratar de desenterrar tierra en los Bidens en un esfuerzo por solicitar la asistencia de Giuliani con los asuntos legales de Firtash, así como contratar a diGenova y Toensing en julio. Bloomberg News también informó que sus fuentes les dijeron que la publicidad de alto perfil de Giuliani sobre la declaración de Shokin había reducido en gran medida las posibilidades de que el Departamento de Justicia retire los cargos contra Firtash, ya que parecería ser un quid pro quo político. Más tarde ese día, The New York Times informó que semanas antes, antes de que sus socios Parnas y Fruman fueran acusados, Giuliani se reunió con funcionarios de las divisiones criminales y de fraude del Departamento de Justicia sobre lo que Giuiliani caracterizó como un soborno extranjero "muy, muy sensible" caso que involucra a un cliente suyo. El Times no mencionó a quién se refería el caso, pero poco después de la publicación de la historia, Giuiliani le dijo a un periodista que no era Firtash. Dos días después, el Departamento de Justicia declaró que sus funcionarios no se habrían reunido con Giuliani si hubieran sabido que el SDNY estaba investigando a sus asociados. El Washington Post informó el 22 de octubre que, después de que comenzaron a representar a Firtash, Toensing y diGenova aseguraron una rara reunión cara a cara con el fiscal general Bill Barr para argumentar que los cargos de Firtash deberían retirarse, pero Barr se negó a intervenir.

## Cuestión del Delator
El 12 de agosto de 2019, un oficial de inteligencia no identificado presentó una queja ante Michael Atkinson, inspector general de la Comunidad de Inteligencia (ICIG) bajo la Ley de Protección de Denunciantes de la Comunidad de Inteligencia (ICWPA). Habiendo encontrado la queja urgente y creíble, Atkinson la transmitió el 26 de agosto a Joseph Maguire, director interino de Inteligencia Nacional (DNI). Según la ICWPA, el DNI "debe", dentro de los siete días posteriores a la recepción, enviar la queja al Comité de Inteligencia del Senado y la Cámara de Representantes. Maguire no lo hizo, y la fecha límite era el 2 de septiembre. El 9 de septiembre, Atkinson escribió a varios congresistas informando sobre la existencia de la denuncia de denunciantes que Maguire no había enviado al Congreso.
El 10 de septiembre, el presidente del Comité de Inteligencia de la Cámara de Representantes (HPSCI), Adam Schiff, le escribió a Maguire, preguntándole por qué no había enviado la queja. Schiff afirmó que Maguire declaró que se le pidió que lo retuviera bajo la guía de una "autoridad superior" porque involucraba "comunicaciones privilegiadas". Como organismo ministerial, el director de DNI es nombrado por el presidente de los Estados Unidos. Schiff también declaró que se le informó que "la queja se refiere a la conducta de alguien fuera de la Comunidad de Inteligencia". Por lo tanto, la Casa Blanca y el Departamento de Justicia informaron a Maguire que la queja no estaba al alcance de ICWPA y, por lo tanto, debería ser retenida. El 13 de septiembre, Schiff convocó a Maguire para comparecer ante el HPSCI.
El 18 de septiembre, The Washington Post informó sobre la historia de la denuncia y su denunciante, informando que la denuncia se refería a una "promesa" que Trump había hecho durante una comunicación con un líder extranjero no identificado. Los registros de la Casa Blanca mostraron que Trump tuvo comunicaciones o interacciones con cinco líderes extranjeros durante las cinco semanas anteriores a la denuncia. Durante una audiencia a puerta cerrada previamente programada ante el HPSCI el 19 de septiembre, Atkinson dijo a los periodistas que la queja se refería a una serie de eventos y que no estaba de acuerdo con la posición de que la queja estaba fuera del alcance de ICWPA, pero si se negó a proporcionar detalles. El 19 de septiembre, el Washington Post informó que la queja estaba relacionada con Ucrania.

### Segundo delator
El abogado del primer "delator" que desató una investigación para un juicio político al presidente Donald Trump anunció que representa a un segundo funcionario de inteligencia que presentó información de primera mano sobre la presunta presión del mandatario norteamericano al gobierno ucraniano para debilitar a uno de sus principales rivales electorales, el exvicepresidente Joe Biden.

## Comienzo de proceso de destitución
El 24 de septiembre de 2019, La presidenta de la Cámara de Representantes del Congreso de EE. UU., la demócrata Nancy Pelosi, anunció  la apertura de una investigación que puede dar lugar a un segundo proceso de destitución (impeachment) contra el Presidente de los Estados Unidos Donald Trump.